# Adrián Colombo
Adrián Colombo, vollständiger Name Adrián Arley Colombo Reyes, (* 28. März 1974 in Montevideo) ist ein ehemaliger uruguayischer Fußballspieler und heutiger Trainer.

## Karriere

### Spielertätigkeit
Der 1,83 Meter große Offensivakteur Colombo gehörte zu Beginn seiner Karriere 1993 der Mannschaft von Huracán Buceo an. 1994 spielte er für den Club Atlético Cerro. Im Folgejahr war der Huracán Football Club sein Arbeitgeber. Von 1996 bis Ende Februar 1998 folgte eine Karrierestation beim Club Atlético Progreso. Von den Montevideanern wechselte Colombo für fünf Monate zu Deportivo Táchira. Aus Venezuela kehrte er zu Progreso zurück. Zum Jahresanfang 1999 schloss er sich Juventud an. Nach drei Jahren beim Klub aus Las Piedras verließ er diesen Anfang Januar 2003 zugunsten von El Tanque Sisley. Ab August jenes Jahres stand Colombo erneut bei Progreso unter Vertrag. Anfang Januar 2004 verpflichtete ihn der indonesische Verein Persib Bandung. Von 2005 bis 2008 wird ein Engagement ebenfalls in Indonesien bei Petrokimia für ihn geführt. 2009 gehört er sodann erneut dem Kader Progresos an.

### Trainerlaufbahn
Colombo schlug nach seiner aktiven Karriere eine Laufbahn als Trainer ein. Im April 2013 übernahm er zunächst kurzzeitig die Cheftrainerposition bei Central Español. Nachdem sodann für wenige Wochen Óscar Pacheco das Traineramt beim Klub aus Montevideo übernommen hatte, löste er diesen bereits im Mai 2013 wieder ab und blieb bis Juni 2014 in der Verantwortung für die Mannschaft. Von September 2014 bis März 2015 trainierte er das Team des Club Atlético Torque in der Segunda División. Anschließend war er von März 2015 bis September jenes Jahres Cheftrainer beim Huracán Football Club.